# 귀스타브 미셸
귀스타브 미셸(1851년 9월 28일~1924년 3월 23일)은 프랑스의 조각가이자 메달리스트이다. Marina Warner에 따르면 귀스타브 미셸은 "오늘날에는 사실상 알려지지 않았지만 20세기 초 프랑스에서 가장 유명한 조각가 중 한 명"이었다고 한다. 또한 미셸은 학생들에게 조각을 가르치기도 했다.

## 작업
- 프랑스 혁명 기념 기념물, 샤텔로 (비엔나), 1890년
- 파리의 비르아켐 다리 지지대에 있는 두 개의 형상, 1900년경
- 1910년 파리 튀일리 정원의 쥘 페리와 가을 기념비
- 1924년 루르 점령 메달

## 작품

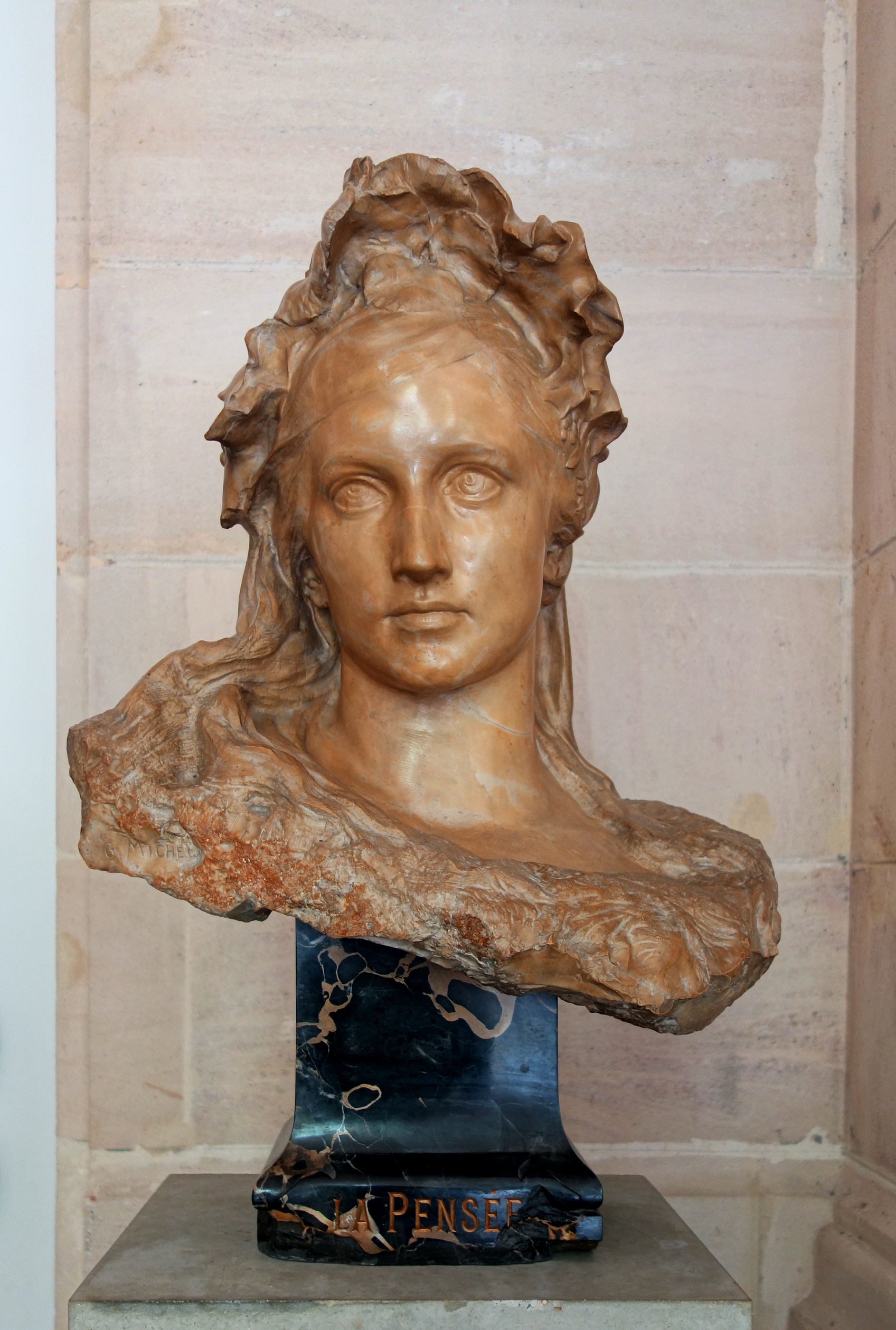
La Pensée, 1896년
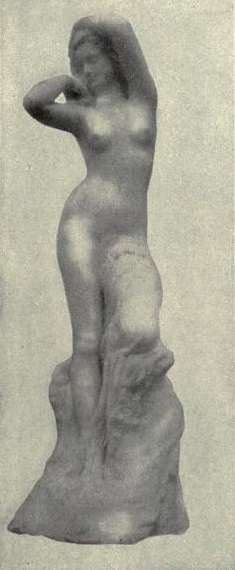
《꿈》, 1897년, 뤽상부르 박물관
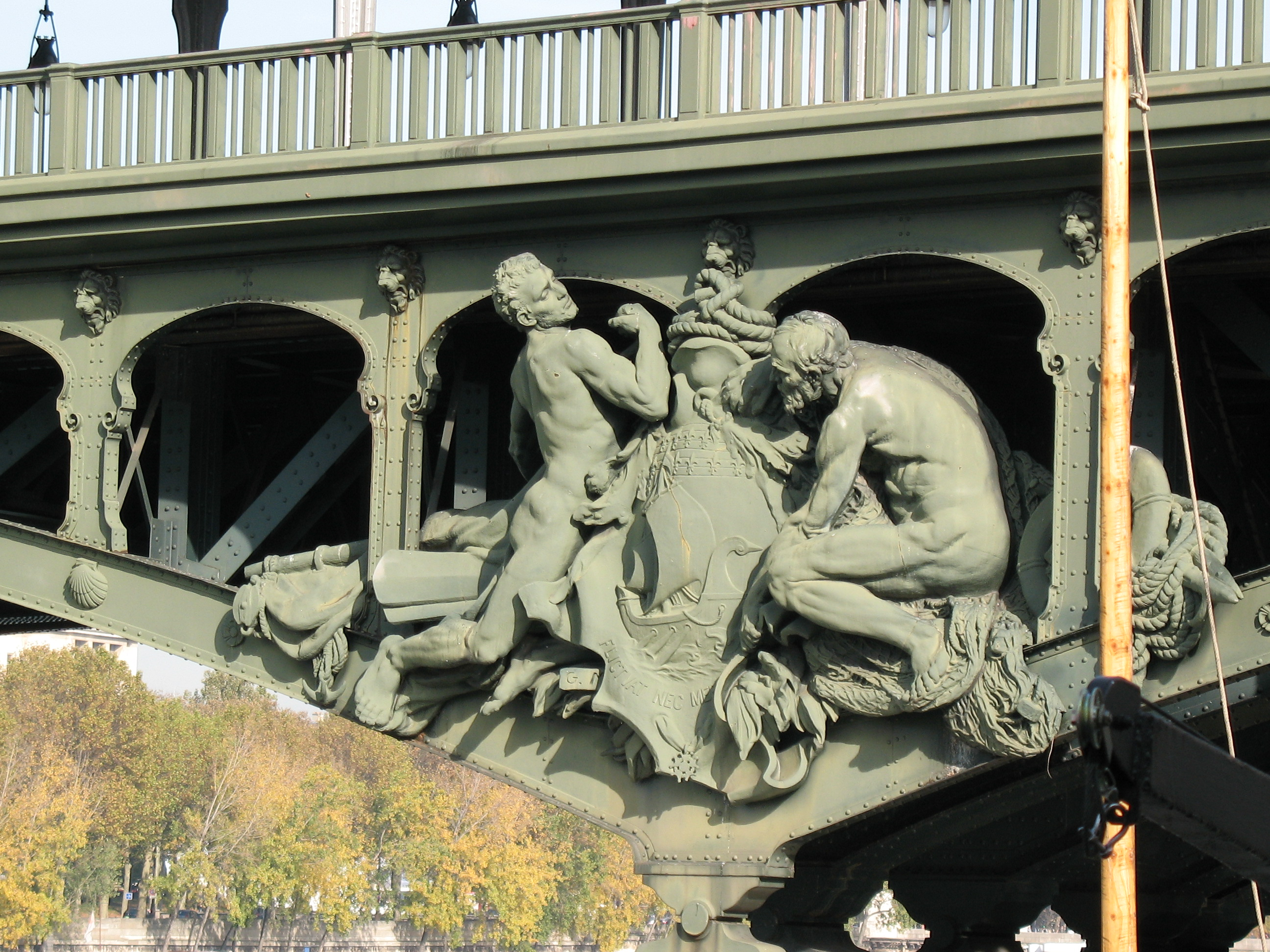
비르아켐 다리의 철골 조각, 1900년경
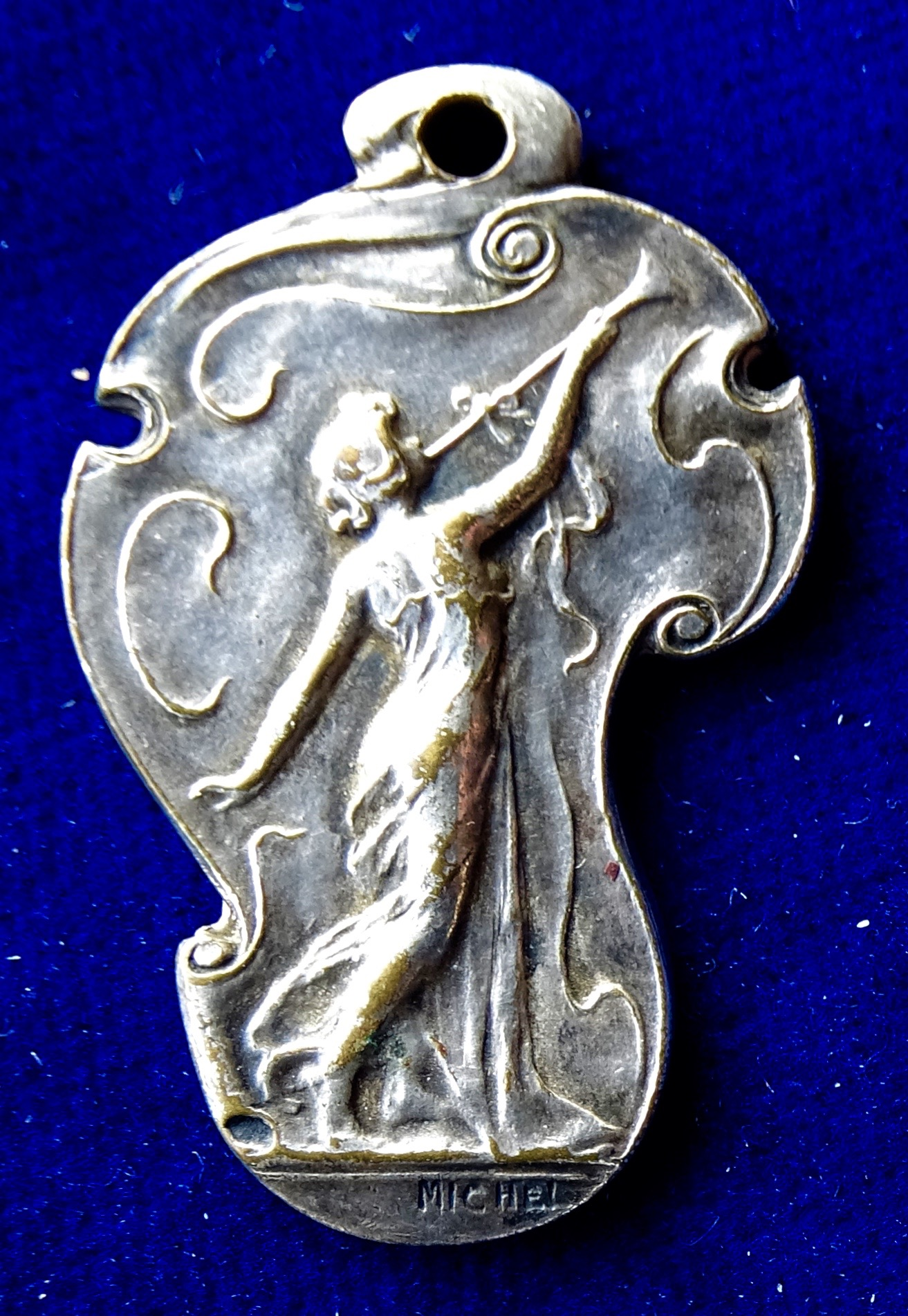
루르 점령 메달, 1924년, 앞면: 내추럴 트럼펫을 연주하는 여성
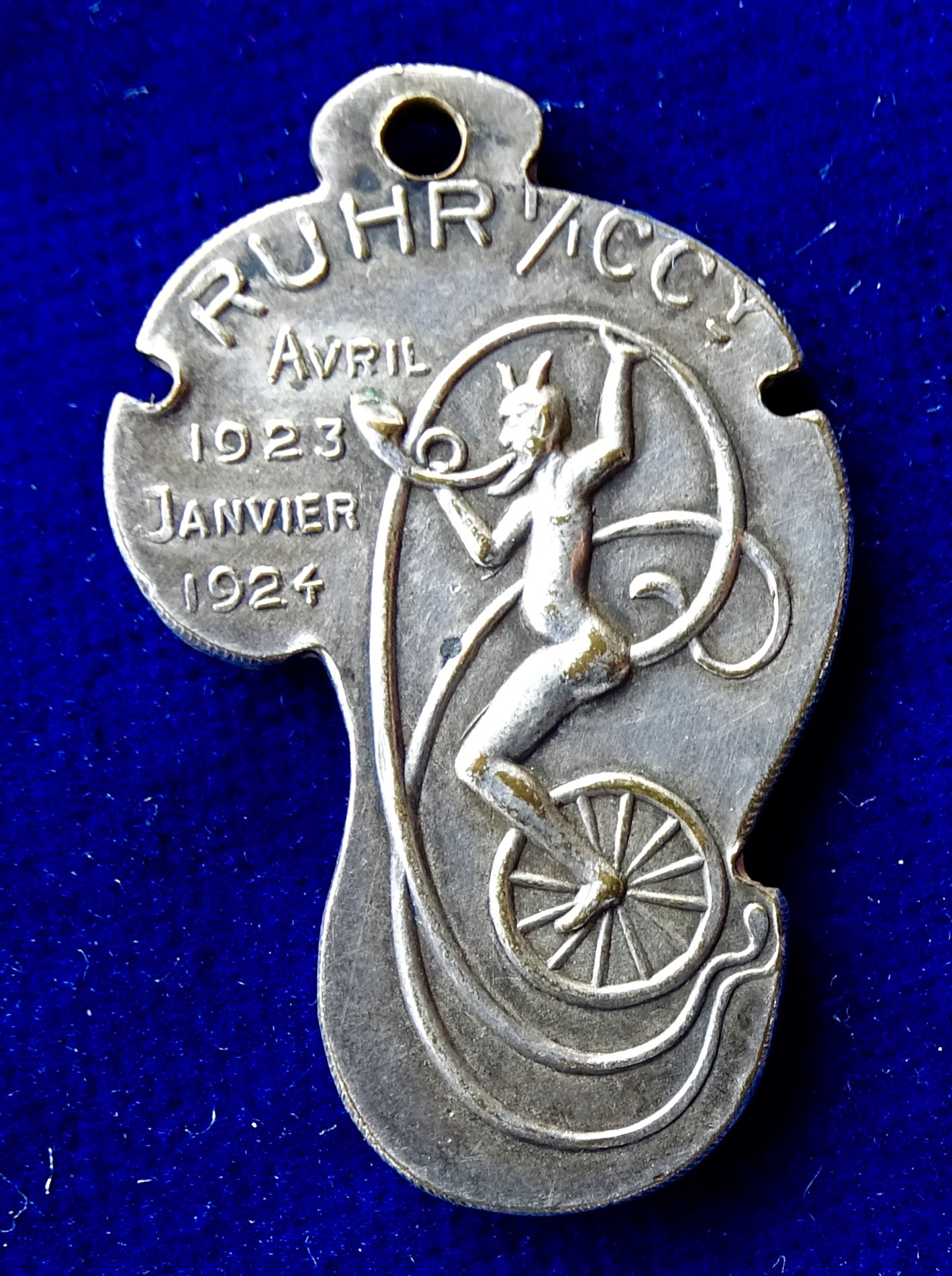
루르 점령 메달, 1924년, 뒷면: 외발자전거를 타고 호른을 연주하는 악마.
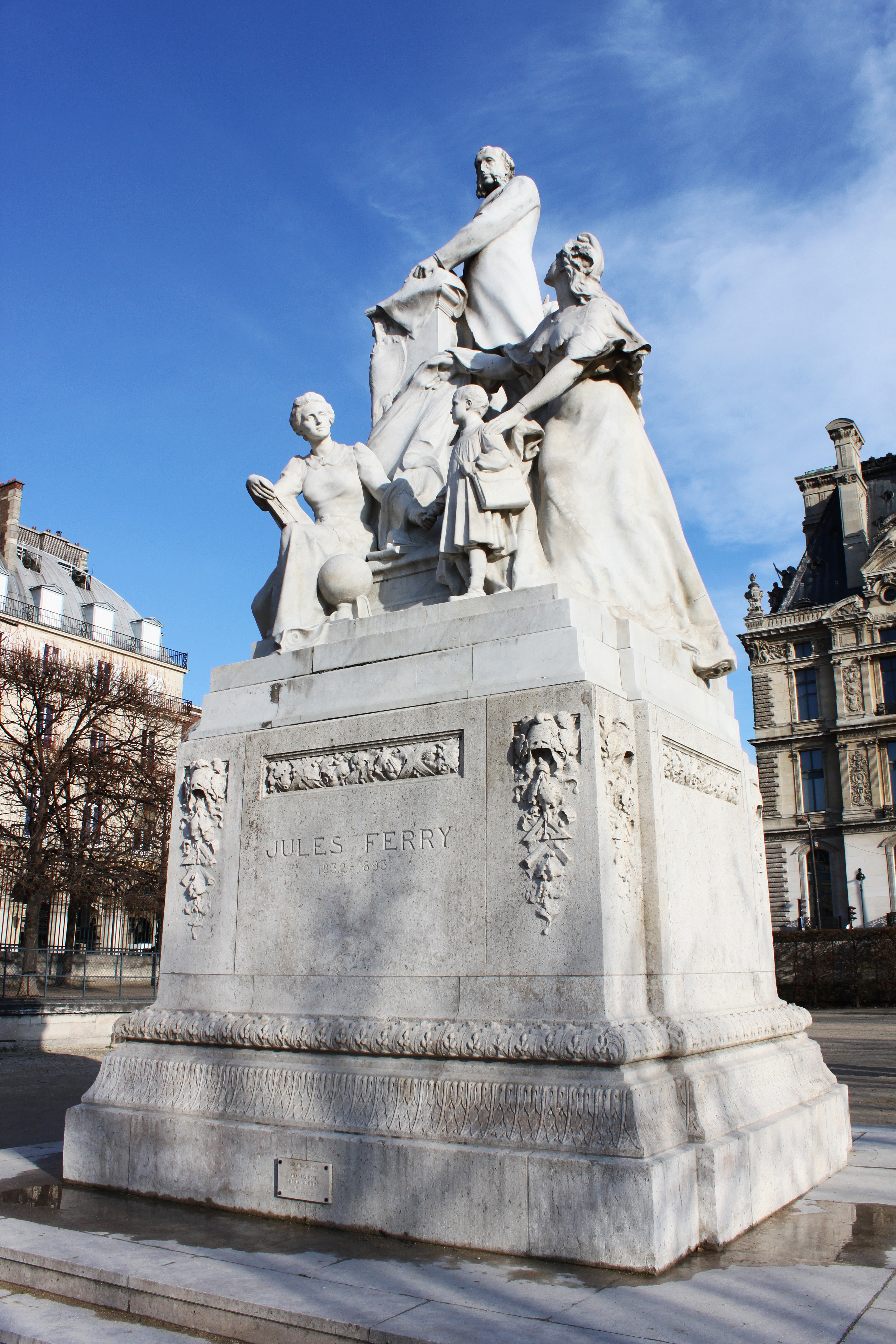
쥘 페리 기념비, 1910년, 튀일리 정원